# リトル・エジプト

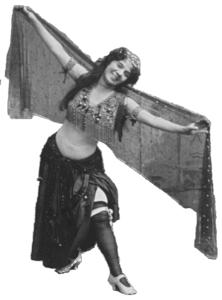
「リトル・エジプト」として踊るアシア・ウェイビを撮ったベンジャミン・フォークの写真。

リトル・エジプト(英語: Little Egypt)は数名の有名なベリーダンサーに対して用いられている芸名あるいは舞台上の愛称である。多数のフォロワーが出たため、この名前は一般的にベリーダンサーと同一視されるようにもなっている。少なくともファリダ・マシャール・スピロポロス(Fahreda Mazar Spyropoulos)、アシア・ウェイブ(Ashea Wabe)、ファティマ・ジェミル(Fatima Djemille)の3名がこの名前に結びつけられている。  
リトル・エジプトについてはさまざまな伝説や噂話が残っているが、ほとんどは信憑性に乏しい。マーク・トウェインがリトル・エジプトのダンスを見て心臓発作を起こしたという伝説があるが、これは作り話ではないかと言われている。リトル・エジプトの人気と伝説は現代的なストリップティーズの発展に大きな影響を与えたと言われている。  

## ファリダ
ファリダ・マシャール・スピロポロス(Fahreda Mazar Spyropoulos、1871年頃 - 1937年5月5日)はシリアのダマスカス出身でその後エジプトのカイロに住み、16歳くらいの時にアメリカ合衆国に移住したと言われているが、残っている記録には不明な点が多く、あまり信憑性は高くない。1893年にシカゴのミッドウェイ・プレザンス公園にてシカゴ万国博覧会の「カイロの街路」エキシビションにベリーダンサーとして出演したが、この時に「リトル・エジプト」という芸名を公式に使用していたわけではなく、この名前はのちに通称のように用いられるようになったものだと考えられている。しばしばファリダが「本家」リトル・エジプトであると言われることがあるが、これにはさまざまな伝説がつきまとっており、あまり正確とは言えない。ファリダは1905年にガス・スピロポロスと結婚し、1915年のサンフランシスコ万国博覧会や1933年のシカゴ万国博覧会にも出演したと言われている。晩年、ファリダはメトロ・ゴールドウィン・メイヤーが1936年に製作した映画『巨星ジーグフェルド』について「リトル・エジプト」の名前が無許可で使用されたとして訴訟を起こしている。

## アシア
アシア・ウェイビ(Ashea Wabe、1871年頃 - 1908年1月3日？)はアルジェリア系のベリーダンサーであり、1896年12月19日、P・T・バーナムの孫であるハーバート・バーナム・シーリーがきょうだいであるクリントン・バーナム・シーリーのためにニューヨークの5番街で催したバチェラー・パーティに出演したことで有名になった。このイベントは猥褻な踊りが行われたということで警察の手入れを受け、「リトル・エジプト」という芸名を使っていたアシアも証言を行ったが、罪には問われなかった。アシアは「リトル・エジプト」という芸名を使っていたと確実にわかっている数少ない女性ダンサーであるが、1893年のシカゴ万博に出演していたという記録は無い。
このスキャンダルのせいでアシアは有名になり、ブロードウェイの興行主だったオスカー・ハマースタイン1世に雇われシーリーのディナーパーティをパロディ化したバーレスクショーに出演することとなった。ベンジャミン・フォークが撮影した写真はアシアを撮ったものではないかと考えられている。
アシアは1908年1月5日にニューヨークの自宅でガスにより窒息死し、20万ドル以上の財産を残したと噂されている。

## ファティマ
ファティマ・ジェミル(Fatima Djemille、1921年3月14日に死亡)はおそらく1893年のシカゴ万博にも出演していたのではないかと言われているベリーダンサーで、コニーアイランドでダンスを踊っており、トーマス・エジソンによる2本の初期映画Coochee Coochee Dance (1896)とFatima (1897)で踊りを披露しているのはこのファティマではないかと推定されている。この初期映画に登場するダンサー、ファティマはしばしば「リトル・エジプト」と呼ばれている。

## 受容

### 映画
上記の初期映画や『巨星ジーグフェルド』の他、1951年にユニヴァーサルインターナショナルがロンダ・フレミングを主役として、伝説的な万博のダンサーを主役とする非常に脚色された映画『リトル・エジプト』を製作した。

### 音楽
- ロックンロールの作曲チームであるジェリー・リーバーとマイク・ストーラーは "Little Egypt (Ying-Yang)"という曲を書いており、この曲は1961年にコースターズの録音でヒットした[16]。この曲ではリトル・エジプトはバーレスクパフォーマーあるいはストリッパーとして描かれており、エルヴィス・プレスリーなど他のアーティストもカヴァーしている[16]。
- レイ・ワイリー・ハバードはアルバムSnake Farmのタイトルトラックで、自らのガールフレンドであるラモーナについて歌う際、テンペスト・ストームとリトル・エジプトに言及している。
- ハンク・ウィリアムズ・ジュニアの歌"Naked Women and Beer"にもリトル・エジプトが登場する。

### 文学
トマス・マクマホンは19世紀末を舞台にした小説Loving Little Egyptを発表している。